# Stade Roi Baudouin
Pour les articles homonymes, voir Baudouin et Heysel (homonymie).
Le stade Roi Baudouin (en néerlandais : Koning Boudewijnstadion), d'abord appelé stade du Centenaire et parfois stade du Jubilé avant 1945 puis stade du Heysel jusqu'en 1993, est un stade multisports belge, souvent désigné comme le « stade national ».
Chaque année le stade accueille deux événements sportifs majeurs dont, au mois de mai, la finale de Coupe de Belgique de football, et depuis 1977, durant le dernier week-end d'août le mémorial Van Damme. C'est dans ce stade qu'évolue l'équipe de Belgique de football (les « Diables rouges »). Des concerts et d'autres activités culturelles y sont également organisés.
Il est aussi connu pour le drame du Heysel, survenu le 29 mai 1985 et ayant fait 39 morts et 600 blessés.

## Situation géographique
Le stade est situé à Bruxelles sur le plateau du Heysel, sur le territoire de la section de Laeken. Il y côtoie l'Atomium, le parc des expositions de Bruxelles, le Kinepolis, Océade et Mini-Europe. L'Union royale belge des sociétés de football association et le Comité olympique et interfédéral belge ont leur siège central à proximité.

## Historique
En 1926, l'État belge cède à la ville de Bruxelles de nombreux terrains proches de la propriété royale de Laeken et ayant appartenu au roi Léopold II. La ville de Bruxelles décide d'y ériger un nouveau complexe d'exposition de stature internationale, afin de remplacer le parc du Cinquantenaire devenu trop exigu.
L'année 1930 voit les festivités du centenaire de l'indépendance de la Belgique se dérouler sur le plateau du Heysel, fraichement sorti de terre. Le stade du Centenaire, première mouture du stade Roi Baudouin, est inauguré le 23 août 1930 par le prince Léopold à l'occasion des championnats du monde de cyclisme sur piste. Également nommé stade du Jubilé, il peut accueillir 70 000 personnes.
Au sortir de la Seconde Guerre mondiale, le stade est dépouillé du bois de sa piste de cyclisme, et renommé stade du Heysel. En 1971, une piste en tartan est installée permettant l'organisation de compétitions d'athlétisme. Trois années plus tard, un nouveau système d'éclairage est installé.
À la suite du drame du Heysel en 1985, et afin d'accueillir l'Euro 2000, la ville de Bruxelles ainsi que l'État belge rénovent totalement le stade durant le début des années 1990. Une fois de plus, le destin du stade est lié à celui de la famille royale : en effet, en 1993, le roi Baudouin Ier meurt et il est décidé que le nouvel antre des Diables rouges portera son nom.
Le 23 août 1995, soit exactement 65 ans après l'inauguration du stade du Centenaire, la famille royale assiste au match Belgique - Allemagne (1-2) qui baptise les installations. La transformation coutera environ 37 millions d'euros (1,5 milliard BEF).
La finale de la Coupe d'Europe des vainqueurs de coupe s'y déroule quelques mois plus tard (le 8 mai 1996), voyant le Paris Saint-Germain s'imposer 1-0 face au Rapid Vienne.
En 1997-1998, les derniers travaux afin de satisfaire aux normes des stades 5 étoiles UEFA sont achevés. Depuis lors, le stade Roi Baudouin a une capacité de cinquante mille places. Après l'Euro 2000, à la suite des modifications des règlements de l'UEFA, il est catégorisé « 4 étoiles » (ce classement est supprimé en 2006, le stade répondant a priori depuis aux normes de la catégorie 3).

### Disparition / remplacement
La thématique concernant la construction d'un nouveau stade à vocation internationale dans la capitale est récurrente dans la vie politique et socio-culturelle belge. Différents projets sont évoqués mais aucune décision n'est arrêtée. Le site dit de « Schaerbeek-Formation » (une ancienne gare de triage), sur le territoire de la Ville de Bruxelles, est plusieurs fois avancé et le nom du RSC Anderlecht souvent cité lorsque le thème d'un nouveau stade est évoqué. Le club se considère de plus en plus à l'étroit sur son site historique et souhaiterait des installations plus modernes. Si le « matricule 35 » de l'URBSFA n'est pas opposé à se lier à un projet ambitieux, son nom est souvent cité à son corps défendant.
Un grand projet de rénovation du Plateau du Heysel voit le jour au début des années 2010, peu après la campagne menée en 2007 par Alain Courtois pour l'organisation de la Coupe du monde de football 2018 en Belgique et aux Pays-Bas. La Région bruxelloise et la Ville de Bruxelles espèrent des retombées importantes du point de vue immobilier. Bien que toujours à l'état de projet, ce dossier amène son lot de polémiques et d'incertitudes (comme la disparition ou le déplacement de sites ludiques ou touristiques comme « Océade » ou « Mini-Europe »).
Au printemps 2013, les membres de la majorité en place au gouvernement de la Région de Bruxelles-Capitale (réunis à Ostende) annoncent la construction d'un « stade national » sur le site dit du « parking C », le plus grand parmi ceux jouxtant le plateau du Heysel. Appartenant à la Ville de Bruxelles, il est toutefois situé sur le territoire de la commune de Grimbergen et donc en Région flamande. De solides négociations politiques devront donc être nécessaires pour faire aboutir ce dossier qui soulève d'autres désaccords. Ainsi, le premier projet n'envisage qu'un stade de football et donc pas de piste d'athlétisme. Or l'actuel stade Roi Baudouin est le seul de Belgique à pouvoir accueillir des réunions internationales d'envergure. Le dossier risque donc d'encore prendre du temps et de subir nombre d'aménagements.
En juin 2015, la fermeture du stade est annoncée pour 2020. Cependant, Peter Bossaert (nl) (CEO de l'URBSFA) et Bob Verbeeck (co-organisateur du Mémorial Van Damme) dévoilent lors d'une conférence de presse commune le 19 mars 2019 un projet de rénovation du stade pour l'horizon 2022, pour un montant d'environ 150 à 200 millions d'euros.
Ce projet portant le nom de "Golden Generation Arena" bénéficie du soutien de l'UEFA et de l'IAAF, ainsi que de tous les partis politiques du pays.
En février 2021, la date butoir de rénovation du stade est fixée à 2027. La mise en conformité de l'enceinte est une des conditions à respecter afin que la Belgique puisse organiser la Coupe du monde féminine de football avec l'Allemagne et les Pays-Bas.

## Événements

### Football international
De grandes rencontres internationales de football se déroulèrent dans ce stade : les finales de la Coupe des clubs champions européens 1958, 1966, 1974 et 1985, celles de la Coupe des Coupes 1964, 1976, 1980 et 1996 ainsi que l'apothéose des Championnats d'Europe de football 1972 opposant la RFA à l'URSS (3-0).
La finale 1985 de la Coupe des clubs champions européens, entre le Liverpool Football Club et la Juventus Football Club, donne lieu à une des plus grandes catastrophes survenues pendant un match de football : le drame du Heysel.
Le stade accueillit cinq rencontres de l'Euro 2000, organisé par la Belgique et les Pays-Bas, notamment le match inaugural entre la Belgique et la Suède (2-1) le 10 juin, et la demi-finale entre le Portugal et la France (1-2) le 28 juin.
Le 18 février 2021, l'équipe féminine belge y dispute sa première rencontre officielle. Il s'agit d'un match amical contre les Pays-Bas (1-6) joué dans le cadre de la promotion de la triple candidature à l'organisation de la Coupe du monde féminine de football, le troisième pays étant l'Allemagne. Ce choix s'explique par les travaux effectués au stade Eneco (enceinte où jouent habituellement les Red Flames) durant cette période.

### Concerts
Le stade accueille souvent des concerts d'artistes variés, comme Madonna (durant sa tournée The MDNA Tour en 2012), U2 (les 22 et 23 septembre 2010 devant 144 338 spectateurs (record d'affluence du stade), Céline Dion, Robbie Williams, Genesis, Bruce Springsteen, Johnny Hallyday, Mylène Farmer (2009, 2023), les One Direction (durant leur tournée On the Road Again en 2015) et Beyoncé ("The Formation World Tour", 2016, "Renaissance World Tour", 2023). Le programme de l'été 2022 est particulièrement copieux avec la venue de Coldplay (quatre dates), des Rolling Stones et d'Ed Sheeran.

### Autres
- Combat de boxe entre Cyrille Delannoit et Marcel Cerdan, 1948
- Championnats d'Europe d'athlétisme 1950
- Mémorial Van Damme, depuis 1977
- Attentats le lundi 16 octobre 2023
- Messe du pape François et béatification d'Anne de Jésus en présence de 37.500 personnes (dont le Roi Philippe, la Reine Mathilde et les anciens souverains Albert II et Paola) le 29 septembre 2024[12]

## Transport en commun
Le site est desservi par la ligne 6 du métro de Bruxelles aux stations Heysel ou Roi Baudouin, par les lignes 7, 9, 51, 62 et 93 aux stations Heysel, Roi Baudoin et Stade, par les lignes 83 en journée et N18 du Noctis des autobus de Bruxelles aux mêmes arrêts que le tram et par les lignes R40, R41, R50 et R60 du réseau De Lijn à l'arrêt Roi Baudouin.

## Infrastructures
- 50 093 places assises (couronne inférieure : 36 816 places, couronne supérieure : 13 277 places)[1] :
  - Tribune 1 : 10 092 places
  - Tribune 2 : 14 660 places
  - Tribune 3 : 10 711 places
  - Tribune 4 : 14 630 places
- 60 000 places pour les concerts[1]
- 6 terrains (un central (105 × 66 m), et cinq annexes dont un synthétique)
- 1 piste d'athlétisme de 9 couloirs
- 4 tribunes distinctes
- 1 club de tennis, propriété de la ville de Bruxelles

### «Stade annexe»
Le site comprend également un second stade qui conserve le surnom familier « Petit Heysel », bien que son architecture n'ait rien à voir avec le stade principal et que celui-ci ait été renommé « stade Roi Baudouin ».
Il hébergea des rencontres du Racing Jet Bruxelles par le passé et est aujourd'hui régulièrement loué par des cercles de football de l'agglomération bruxelloise. Ainsi, en 2012-2013, l'Étoile de Bruxelles-Capitale (P1) ou le FC Bleid-Molenbeek (D3) y ont évolué.
Ce stade est fréquemment employé pour les rencontres de l'équipe nationale belge de rugby.

## Accès
- 9

| ___ | Ce site est desservi par les stations de métro : Roi Baudouin et Heysel. |

(ligne 6)
- Trams 7 (arrêt Heysel), 9 (arrêts Roi Baudouin et Stade ), 51 et 93 (arrêt Stade)
- Bus STIB 83 (arrêt Roi Baudouin), Bus DE LIJN 240, 241, 242, 243, R50 et R60 (arrêt Stade)

## Exposition
Une exposition permanente se tient au stade Roi-Baudouin, proposant de découvrir ses coulisses ou les vestiaires des Diables rouges, et de revivre les grands matchs qui s'y sont déroulés.

## Dans la fiction
Le stade abrite en 2016 une scène du thriller franco-belge La Mécanique de l'ombre.

## Galerie

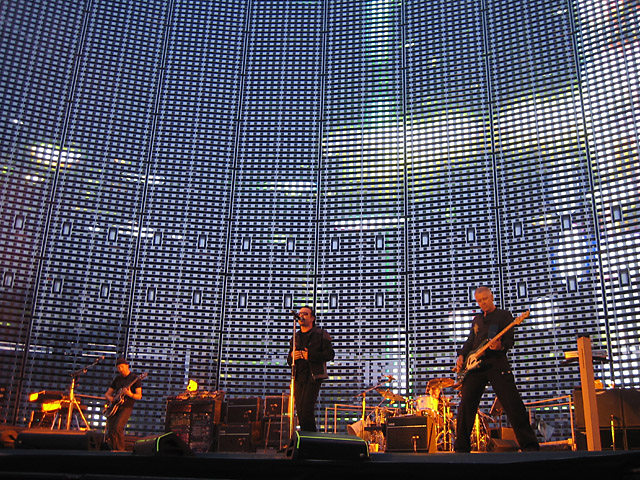
Concert de U2 lors du Vertigo Tour (10 juin 2005).